# Nexus One
Nexus One är en smartphone tillverkad av HTC för Google med operativsystemet Android.
Google lanserade telefonen 5 januari 2010 vid en presskonferens i Mountain View, Kalifornien. Nexus One lanserades inledningsvis i USA i januari 2010, och versioner för Europa och andra länder kom under våren.
Nexus One var den första produkten i serien Google Nexus, som är mobila enheter som utvecklats i samarbete mellan Google och olika utvecklare, och som endast levereras med operativsystemet Android, utan andra programvarutillägg eller modifieringar. 